# Hendrickje Stoffels

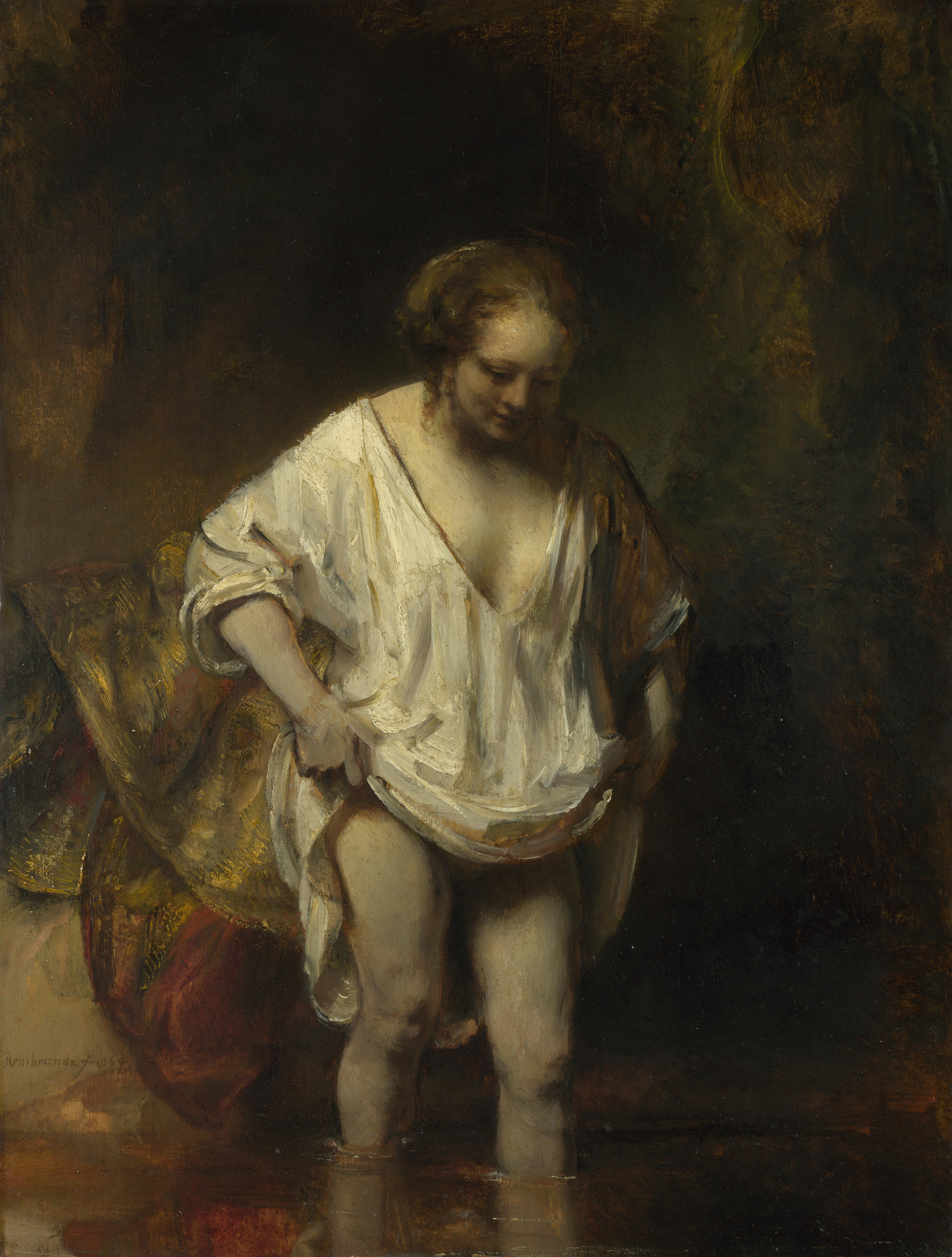
Een vrouw badend in een stroom (Hendrickje Stoffels?), 1654, olieverf op paneel, 61,8 x 47 cm; National Gallery, Londen; Het schilderij toont het clair-obscur waar Rembrandt onder meer zo beroemd om is geworden.

Hendrickje Stoffels of Hendrickje Jegers (Bredevoort, 1626 – Amsterdam, juli 1663) was dienstbode en kunstverkoopster. Zij was een tijdlang de officiële werkgever van de Hollandse kunstschilder Rembrandt van Rijn (1606-1669), vanwege diens financiële problemen. Zij was tevens Rembrandts liefdespartner, de moeder van een van zijn drie dochters (die allen de naam Cornelia droegen) en mogelijk ook een van zijn schildersmodellen.

## Familie en jeugd
Stoffels werd geboren als dochter van Stoffel Stoffelse en Mechteld Lamberts in de garnizoensstad Bredevoort in het Gelderse graafschap Zutphen. Het gezin woonde in de Muizenstraat. Stoffel Stoffelse was sergeant bij een kapitein uit het geslacht Ploos van Amstel. Stoffel was ook jager van het kasteel te Bredevoort en werd daarom ook Jeger genoemd. Zijn kinderen heetten in de omgangstaal 'Jegers', maar in officiële akten steeds 'Stoffels' (hetgeen betekent zoon of dochter van Stoffel).
Stoffels had een zus en drie broers: Martijne Jegers, Hermen, Berent en Frerick. Misschien had ze ook nog een zus Margriete.
Haar vader overleed vrijwel zeker in juli 1646, mogelijk als niet-geïdentificeerd slachtoffer van de explosie van de kruittoren in Bredevoort in die maand. In januari 1647, na de gebruikelijke rouwtijd van een half jaar, hertrouwde de weduwe Mechteld Lamberts met buurman Jacob van Dorsten, een weduwnaar met drie nog jonge kinderen. Als gevolg van deze gezinsomstandigheden moet Hendrickje Stoffels in 1646 of 1647 naar Amsterdam zijn vertrokken.

## Periode met Rembrandt

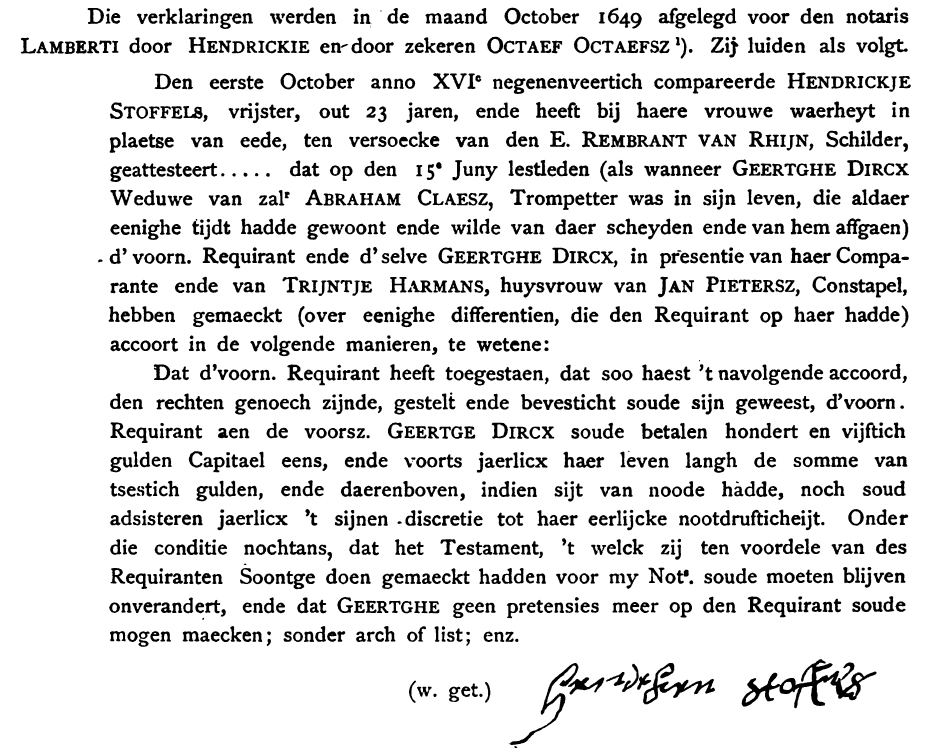
Facsimile van de handtekening van Hendrickje Stoffels onder de tekst van de akte van 1 oktober 1649. Uit het boek Oud Holland, 1885

Ze was vanaf ongeveer 1647 bij Rembrandt in huis aan de Breestraat; in wat thans het Rembrandthuis is, aan de Jodenbreestraat. In eerste instantie werd zij dienstmeisje. Rembrandt was op dat moment weduwnaar en had een seksuele verhouding met Geertje Dirckx, die kindermeisje was van zijn zoon Titus. Op 16 juli 1649 was ze terug in Bredevoort; ze wordt dan als doopgetuige vermeld in het Bredevoorts Doopboek. De Tachtigjarige Oorlog was voorbij en eindelijk was er ook in het oosten van het land rust gekomen. Mogelijk heeft Rembrandt samen met haar de reis naar Bredevoort gemaakt. Dit zou kunnen blijken uit etsen van Rembrandt uit 1649 en 1650 waarvan de locatie niet bekend is.
Op 1 oktober 1649 was Stoffels weer terug in Amsterdam, hetgeen blijkt uit een verklaring die zij bij notaris Laurens Lamberti aflegde. Zij gaf toen aan op 15 juni dat jaar in de keuken van Rembrandts huis getuige te zijn geweest van een gesprek tussen Geertje Dirckx en Rembrandt over de betaling door Rembrandt van een financiële tegemoetkoming, als gevolg van het tussen beiden beëindigen van een seksuele relatie.
Na het vertrek van Dirckx werd Hendrickje Stoffels de geliefde van Rembrandt, die 20 jaar ouder was dan zij. Op 2 juli 1654 moest ze voor de kerkenraad verschijnen, omdat ze ongetrouwd – ofwel "in hoererije" – samenwoonde met Rembrandt. Ze kwam in eerste instantie echter niet opdagen. Evenmin gaf ze gehoor aan de volgende twee oproepen, maar uiteindelijk verscheen ze op 23 juli dat jaar toch in de consistoriekamer van de Nieuwe Kerk. Ze was toen ongeveer zes maanden zwanger van Rembrandt. Ze gaf toe in zonde te leven en de kerkenraad maande haar zich van het sacrament van het heilig avondmaal te onthouden.  
Aanvankelijk kon Rembrandt noch met Dirckx, noch met Stoffels trouwen, waarschijnlijk omdat hij daardoor de erfenis van zijn overleden vrouw Saskia van Uylenburgh zou verspelen. Zelfs met dat geld had hij al genoeg financiële problemen. Maar toen Saskia's zoon Titus in 1655 op zijn veertiende verjaardag de leeftijd bereikte waarop het wettelijk mogelijk was een testament op te zetten, zorgde Rembrandt er onmiddellijk voor dat hij door zijn zoon als enig erfgenaam werd geïnstalleerd. Desondanks kwam er geen huwelijk met Stoffels. Rembrandt wilde geen nieuwe verplichtingen aangaan. Dat hij hen daardoor allebei in opspraak bracht, kon hem blijkbaar niet schelen.
Toen Rembrandt in 1656 failliet ging, werd op 14 februari 1658 door de Desolate Boedelskamer van Amsterdam een machtiging verleend om het huisraad van Rembrandt te verkopen om de schulden zoveel mogelijk te vereffenen. Bij die verkoop werd een eikenhouten kast van Hendrickje Stoffels verkocht. In die kast bewaarde zij onder andere linnen, wol, zilverwerk en gouden ringen. De waarde van deze in de kast opgeborgen zaken was zeshonderd gulden. Stoffels eiste met succes de kast terug. Na het uitspreken van het faillissement verhuisde het gezin met Titus en Cornelia naar de Rozengracht.
In 1658 begon Stoffels aan de Rozengracht samen met Titus een kunstwinkel, waar ze schilderijen verkochten. Ook verkochten zij tekeningen, kopergravures, houtsneden en rariteiten. In december 1660 vormden Hendrickje Stoffels en Titus van Rijn officieel een vennootschap, waarin zij gelijkwaardige compagnons waren. Om Rembrandt tegen zijn schuldeisers te beschermen, werd hij door Hendrickje en Titus aangenomen als employé. Het voormalige dienstmeisje Hendrickje Stoffels was dus nu - tenminste in naam - opgeklommen tot de positie van Rembrandts baas. Volgens Christoph Driessen is Rembrandts opvallende productiviteit aan het begin van de jaren zestig waarschijnlijk op de door haar geboden steun terug te voeren. 'Ze organiseerde zijn leven voor hem en behoedde hem na zijn faillissement voor de totale ondergang', meent Driessen.
Op 7 augustus 1661 maakte Stoffels haar testament, waarin zij Cornelia tot enige erfgenaam benoemde. Rembrandt werd door haar aangesteld als Cornelia's voogd. Op deze manier konden de schuldeisers van Rembrandt niet Stoffels' nagelaten bezittingen opeisen.
In 1663 trof een pestepidemie Amsterdam. Waarschijnlijk werd ook Stoffels door deze ziekte dodelijk getroffen, want zij stierf in juli van dat jaar. Ze werd op 24 juli 1663 begraven in een huurgraf in de Westerkerk. Rembrandt overleed zelf enkele jaren later, in 1669.

### Nageslacht
Cornelia (1654-1684) kreeg de achternaam van haar vader, Van Rijn. Ze is vernoemd naar Rembrandts moeder. Ze is op 30 oktober 1654 gedoopt in de Oude Kerk. Hoewel Rembrandt en Hendrickje niet waren getrouwd, is Rembrandt wel officieel als vader geregistreerd. Na het overlijden van Hendrickje in 1663 werd Rembrandt haar enige voogd. In 1664 heeft Rembrandt zijn vriend en schilder Christiaan Dusart tot voogd benoemd in geval van zijn overlijden. In 1669 overleed Rembrandt; Cornelia was toen pas veertien jaar. Cornelia trouwde op 3 mei 1670 met de schilder Cornelis Suythof. Als bastaard had Cornelia weinig rechten en ze vertrok in 1671 met haar man naar Oost-Indië om daar fortuin te zoeken. Daar kregen ze drie zonen: Rembrandt (*1673), Rembrandt (1675 - † voor 1685/89) en Hendrick (*1678 - † voor dec. 1691). Cornelia overleed in 1684 in Batavia.

## Mogelijk model voor Rembrandt
Er zijn meerdere schilderijen en prenten van Rembrandt waarin Hendrickje Stoffels herkend wordt. Er is echter geen enkele gedocumenteerde afbeelding van haar. Daarnaast zijn er kenners die van mening zijn dat de met Stoffels opgevoerde portretten een grote verscheidenheid aan gelaatstrekken vertonen. In elk geval bestaan er een aantal Rembrandts uit de periode waarin Stoffels met hem samenwoonde waarop mogelijk dezelfde vrouw is afgebeeld. Hieronder een aantal mogelijke portretten van haar.

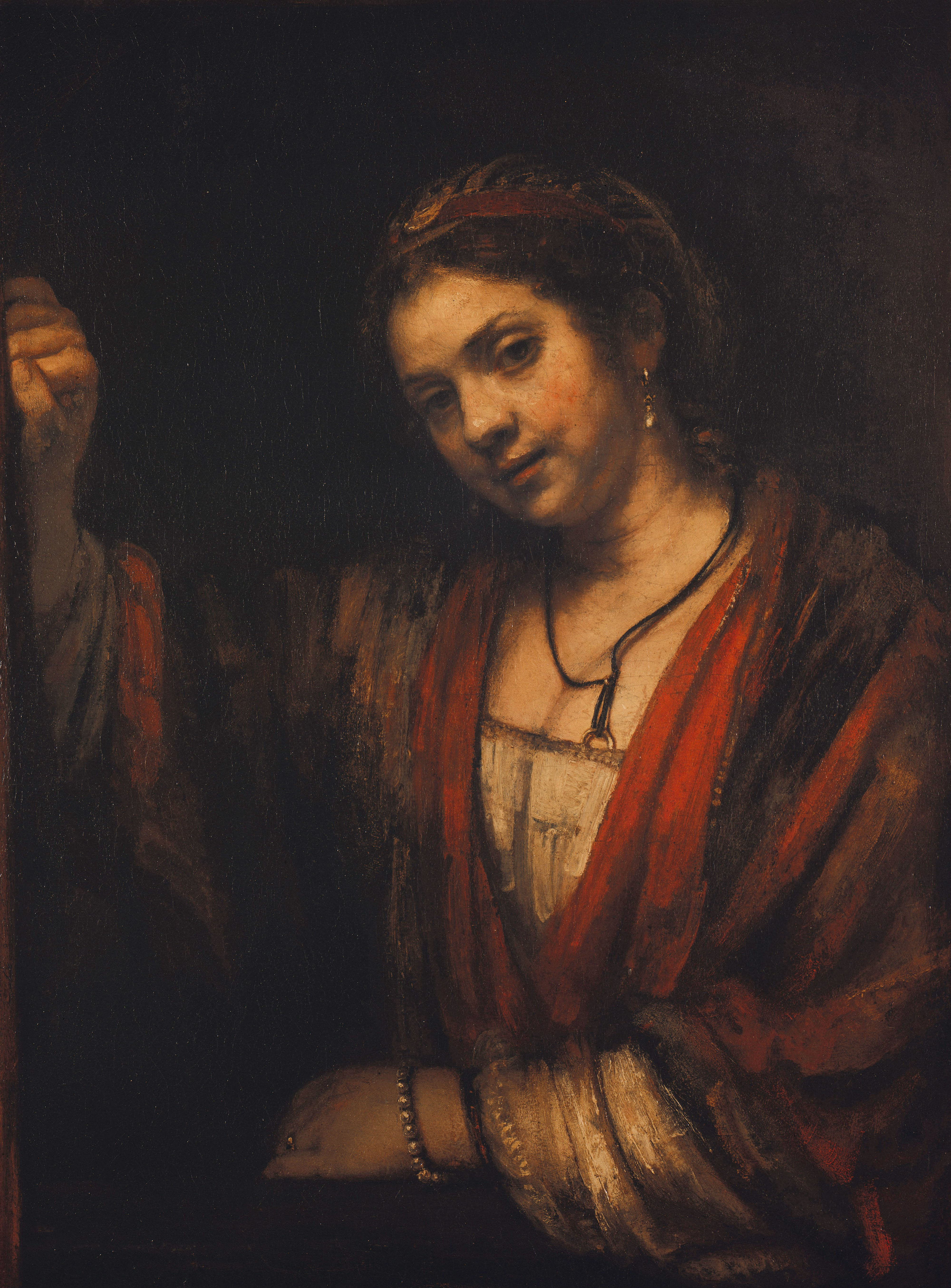
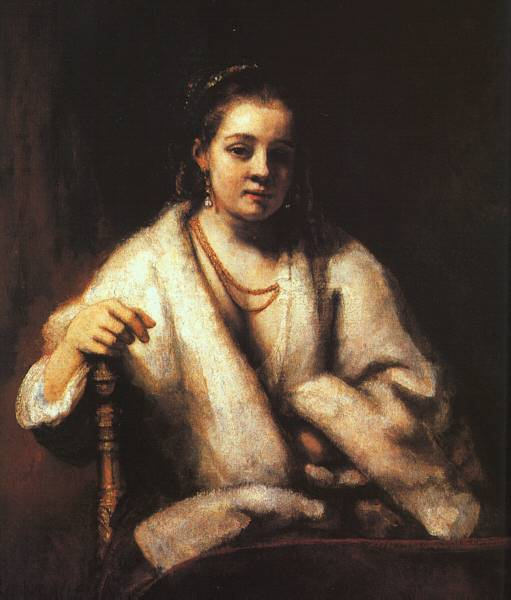
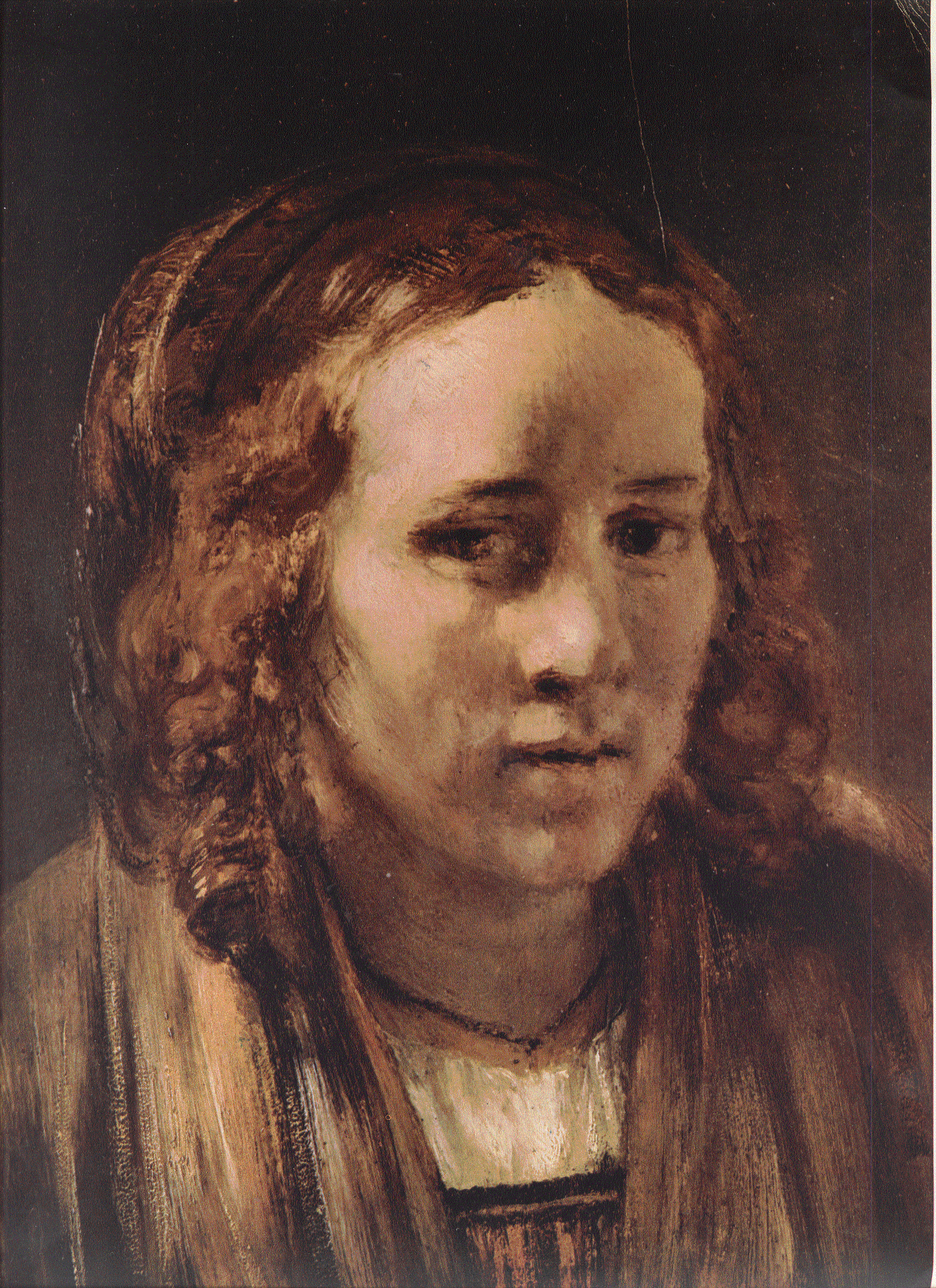
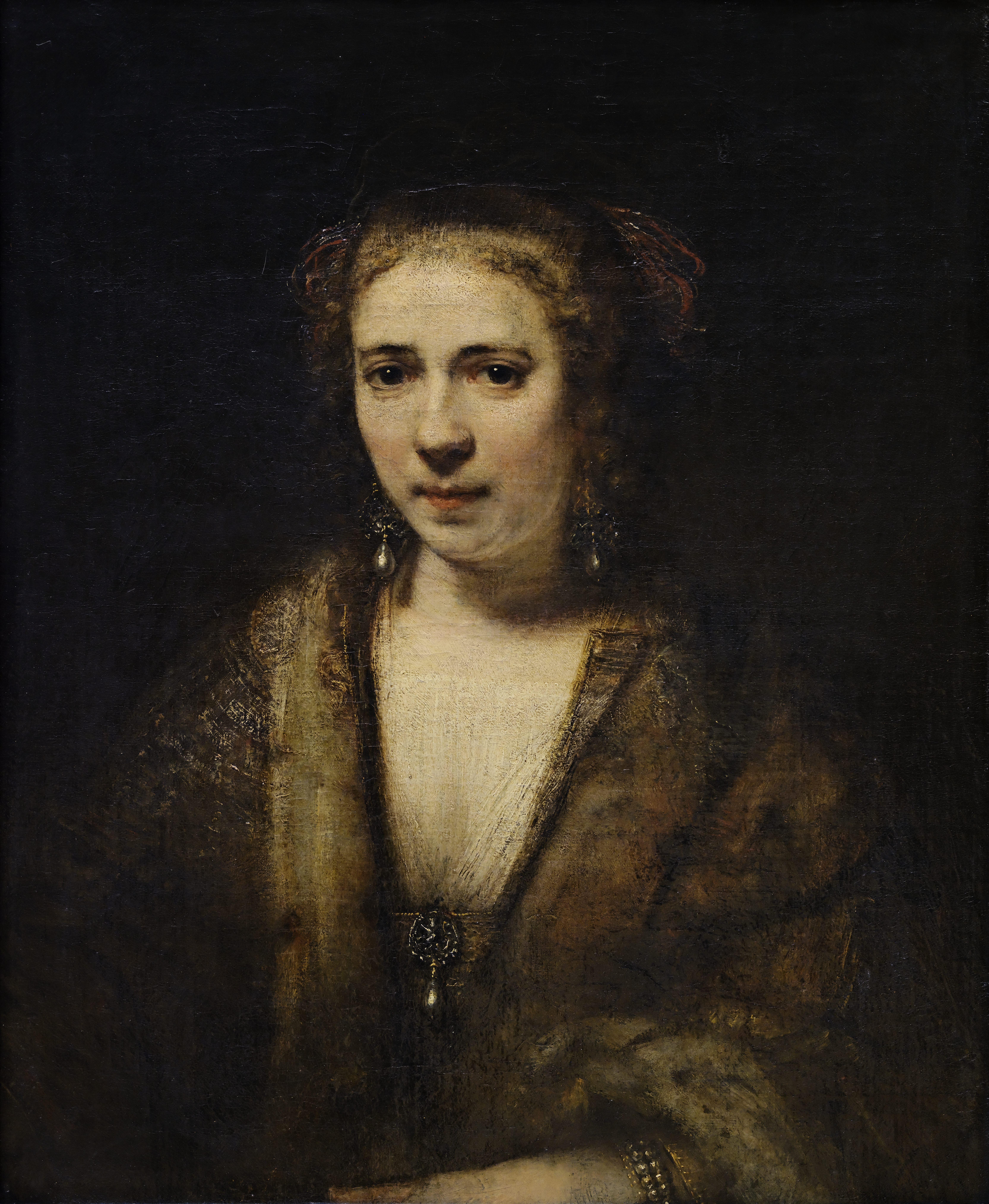
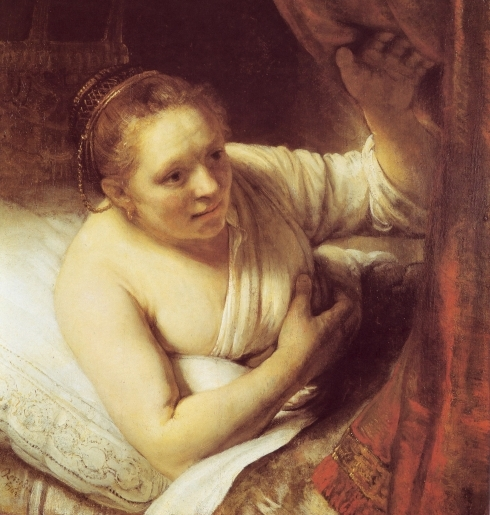
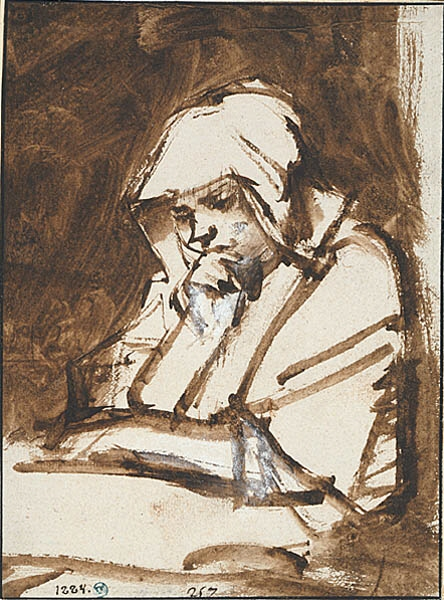
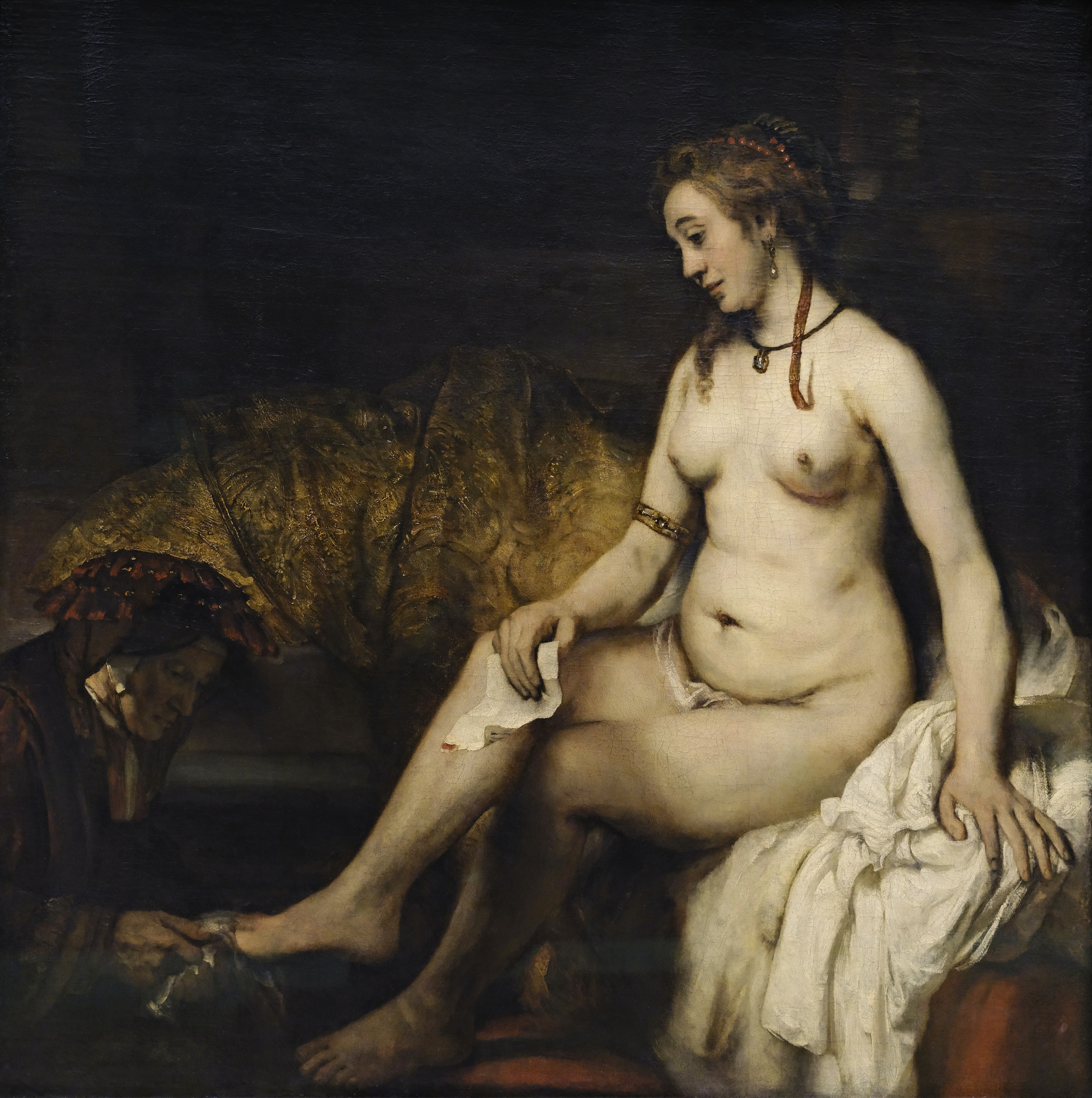
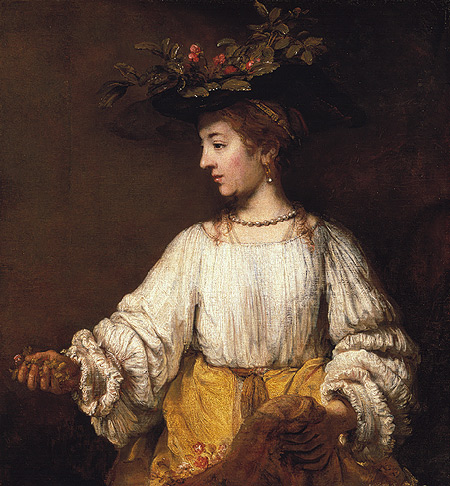

## Films, boeken, vernoemingen, standbeeld en andere eerbetonen

### Standbeeld
- In haar geboorteplaats Bredevoort werd op 7 juli 1977[9] een standbeeld voor Hendrickje opgericht. Het staat op het plein 't Zand en is van de hand van G.J.F. Doodeheefver-Kremer. Het werd gemaakt naar aanleiding van de biografie door Henk Krosenbrink.[10]

### Films en toneelstukken
Hendrickje Stoffels komt voor in verschillende (televisie) films en toneelstukken:
- In Rembrandt (1936) wordt ze gespeeld door Elsa Lanchester.
- In Rembrandt (1942) door Gisela Uhlen
- Biografische film Rembrandt (1999). Zij wordt gespeeld door Romane Bohringer.
- Nightwatching, door Emily Holmes.
- In het televisieprogramma Portrait by Rembrandt (1952), wordt zij gespeeld door Jennifer Gray.
- Vera Veroft speelt haar in het toneelstuk Hendrickje Stoffels uit 1963.[11]
- In de Nederlandse serie uit 2011, Rembrandt en ik, wordt zij uitgebeeld door Wendell Jaspers.

### Boeken
Hendrickje Stoffels komt voor in verschillende boeken:
- Henk Krosenbrink schreef een roman over haar, getiteld Hendrikje Stoffels ISBN 9789060103265
- In de roman I Am Rembrandt's Daughter van Lynn Cullen, ISBN 9781599907932, die gaat over dochter Cornelia, komt Hendrickje Stoffels in een aantal flashbacks voor.
- Ik, Hendrickje Stoffels, door Sylvie Matton, ISBN 9789069743431
- Schilderslief, Simone van der Vlugt's roman over Geertje Dircx, ISBN  9789026346194

### Treinstel
- LINT-treinstel 24 van vervoersmaatschappij Syntus is vernoemd naar Hendrickje Stoffels.